# Беларусь на зимних Олимпийских играх 2010

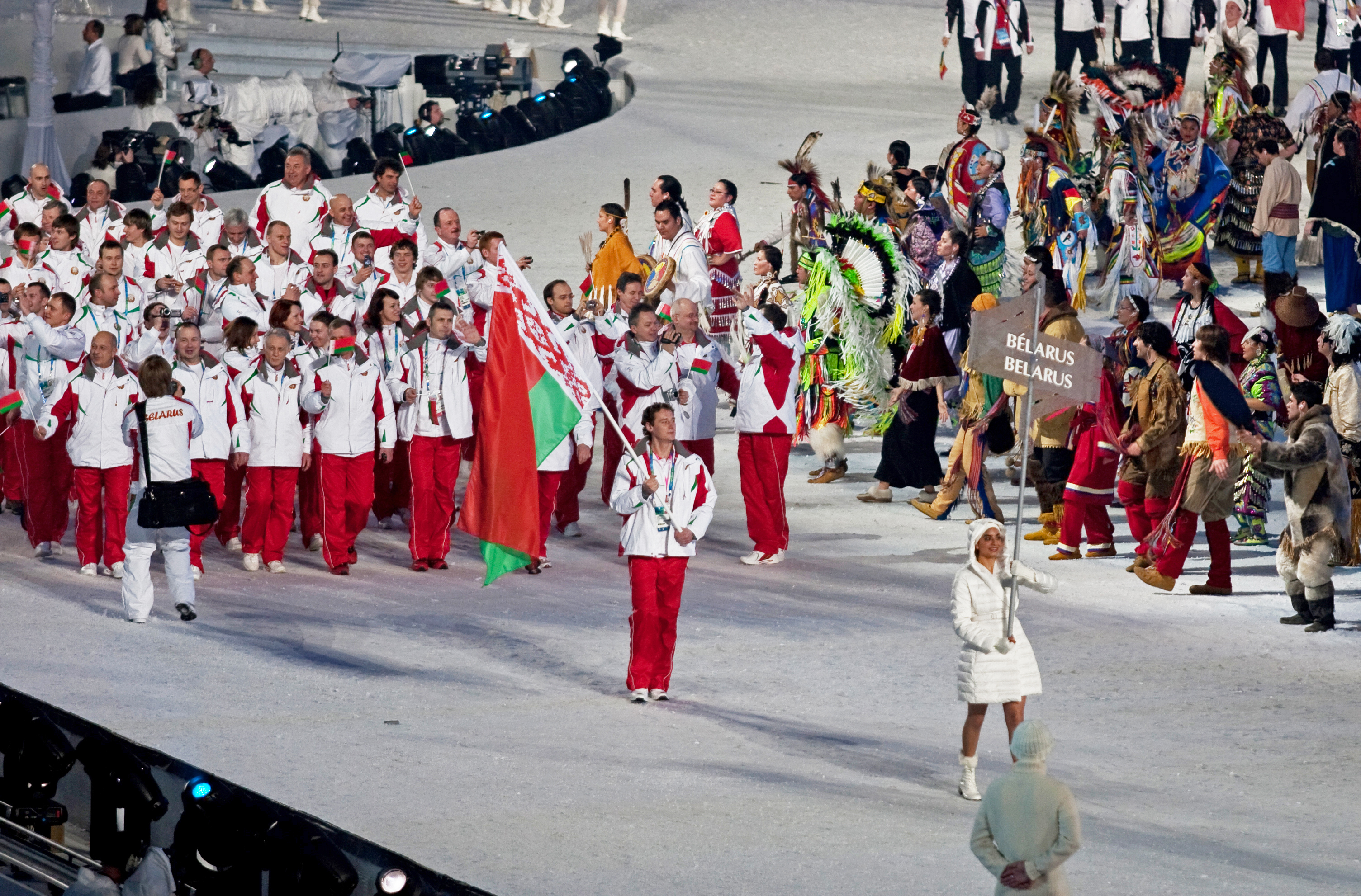
Проход белорусских спортсменов на церемонии открытия Игр

Беларусь на зимних Олимпийских играх 2010 года была представлена в 4 видах спорта. Всего страну представляло 47 спортсменов (33 мужчины и 14 женщин). Флаг Беларуси на церемонии открытия пронёс 38-летний хоккеист Олег Антоненко (интересно, что при этом Антоненко не был в Ванкувере ни капитаном, ни альтернативным капитаном сборной по хоккею с шайбой).
Алексей Гришин, победив в лыжной акробатике, принёс Беларуси первую в историю золотую медаль на зимних Олимпийских играх. Ещё две медали в «копилку» белорусов добавили биатлонисты: Сергей Новиков неожиданно выиграл серебро в индивидуальной гонке на 20 км (разделив его со знаменитым норвежцем Уле-Эйнаром Бьёрндаленом), а Дарья Домрачева стала третьей в женской индивидуальной гонке на 15 км. Также можно отметить 4-е место Ассоли Сливец в женской лыжной акробатике.
Белорусы впервые в истории зимних Олимпиад выиграли 3 медали — ранее они никогда не завоёвывали более двух. Кроме того, Беларусь стала единственной, кроме России, страной бывшего СССР, выигравшей в Ванкувере хотя бы одно золото.

## Медалисты
| Золото  |                 |                                |
|         | Алексей Гришин  | Фристайл (акробатика)          |
| Серебро |                 |                                |
|         | Сергей Новиков  | Биатлон (индивидуальная гонка) |
| Бронза  |                 |                                |
|         | Дарья Домрачева | Биатлон (индивидуальная гонка) |

## Результаты соревнований

### Биатлон
Мужчины
| Соревнование         | Спортсмены                                                           | Стрельба    | Результат | Место |
| -------------------- | -------------------------------------------------------------------- | ----------- | --------- | ----- |
| Спринт               | Александр Сыман                                                      | 0+0         | 25:53,5   | 20    |
| Спринт               | Сергей Новиков                                                       | 1+0         | 26:37,4   | 40    |
| Спринт               | Рустам Валиуллин                                                     | 1+1         | 26:43,7   | 43    |
| Спринт               | Евгений Абраменко                                                    | 0+0         | 26:57,8   | 49    |
| Гонка преследования  | Сергей Новиков                                                       | 0+0+1+1     | 35:35,2   | 21    |
| Гонка преследования  | Александр Сыман                                                      | 0+0+1+1     | 36:13,9   | 31    |
| Гонка преследования  | Евгений Абраменко                                                    | 0+0+1+0     | 36:56,0   | 40    |
| Гонка преследования  | Рустам Валиуллин                                                     | 1+0+2+2     | 37:05,5   | 42    |
| Индивидуальная гонка | Сергей Новиков                                                       | 0+0+0+0     | 48:32,0   | 2     |
| Индивидуальная гонка | Александр Сыман                                                      | 2+0+1+0     | 53:16,2   | 41    |
| Индивидуальная гонка | Рустам Валиуллин                                                     | 1+1+0+2     | 53:32,3   | 48    |
| Индивидуальная гонка | Евгений Абраменко                                                    | 0+1+0+1     | 54:24,8   | 58    |
| Масс-старт           | Сергей Новиков                                                       | 0+0+1+2     | 36:59,3   | 20    |
| Эстафета             | Евгений Абраменко, Александр Сыман, Рустам Валиуллин, Сергей Новиков | 01+02+03+01 | 1:25:47,4 | 11    |

Женщины
| Соревнование         | Спортсмены                                                           | Стрельба    | Результат | Место |
| -------------------- | -------------------------------------------------------------------- | ----------- | --------- | ----- |
| Спринт               | Дарья Домрачева                                                      | 0+0         | 20:27,4   | 8     |
| Спринт               | Людмила Калинчик                                                     | 0+0         | 20:46,1   | 17    |
| Спринт               | Надежда Скардино                                                     | 0+0         | 21:17,6   | 28    |
| Спринт               | Ольга Назарова                                                       | 0+3         | 23:11,7   | 74    |
| Гонка преследования  | Людмила Калинчик                                                     | 0+0+1+1     | 31:48,2   | 13    |
| Гонка преследования  | Дарья Домрачева                                                      | 0+2+0+2     | 31:57,2   | 15    |
| Гонка преследования  | Надежда Скардино                                                     | 0+0+1+1     | 33:11,0   | 26    |
| Индивидуальная гонка | Дарья Домрачева                                                      | 0+1+0+0     | 41:21,0   | 3     |
| Индивидуальная гонка | Людмила Калинчик                                                     | 0+1+0+0     | 42:39,1   | 9     |
| Индивидуальная гонка | Ольга Кудряшова                                                      | 0+0+0+0     | 43:11,3   | 16    |
| Индивидуальная гонка | Надежда Скардино                                                     | 0+0+1+0     | 44:09,4   | 28    |
| Масс-старт           | Дарья Домрачева                                                      | 0+0+1+0     | 35:53,2   | 6     |
| Масс-старт           | Людмила Калинчик                                                     | 0+0+0+1     | 36:55,2   | 17    |
| Масс-старт           | Надежда Скардино                                                     | 0+0+0+1     | 37:38,1   | 22    |
| Эстафета             | Людмила Калинчик, Дарья Домрачева, Ольга Кудряшова, Надежда Скардино | 02+01+00+00 | 1:11:34,0 | 7     |

### Конькобежный спорт
Женщины
| Соревнование | Спортсмены        | 1 попытка | 1 попытка | 2 попытка | 2 попытка | Результат | Место |
| Соревнование | Спортсмены        | Результат | Место     | Результат | Место     | Результат | Место |
| ------------ | ----------------- | --------- | --------- | --------- | --------- | --------- | ----- |
| 500 метров   | Светлана Радкевич | 39,89     | 35        | 39,854    | 34        | 79,753    | 33    |

### Лыжные виды спорта

#### Горнолыжный спорт
Женщины
| Соревнование  | Спортсмены          | 1 спуск | 2 спуск | Всего   | Место |
| ------------- | ------------------- | ------- | ------- | ------- | ----- |
| Супергигант   | Мария Шканова       |         |         | 1:27,84 | 33    |
| Слалом-гигант | Мария Шканова       | 1:22,18 | 1:18,20 | 2:40,38 | 40    |
| Слалом-гигант | Елизавета Кузьменко | 1:24,60 | 1:26,29 | 2:50,89 | 54    |
| Слалом        | Мария Шканова       | 56,92   | 57,58   | 1:54,50 | 38    |
| Слалом        | Елизавета Кузьменко | 59,97   | DNF     | —       | —     |

#### Лыжные гонки
Мужчины
Дистанция
| Соревнование           | Спортсмен        | Результат | Место |
| ---------------------- | ---------------- | --------- | ----- |
| 15 км свободным стилем | Сергей Долидович | 35:29,4   | 35    |
| 15 км свободным стилем | Алексей Иванов   | 36:48,2   | 60    |
| 15 км свободным стилем | Леонид Корнеенко | 37:29,2   | 63    |
| Дуатлон 15+15 км       | Алексей Иванов   | 1:23:37,7 | 48    |
| Дуатлон 15+15 км       | Сергей Долидович | DNF       | —     |
| Масс-старт 50 км       | Сергей Долидович | 2:07:47,6 | 25    |
| Масс-старт 50 км       | Алексей Иванов   | 2:17:59,2 | 45    |

Спринт
| Соревнование     | Спортсмены                         | Квалификация | Квалификация | Четвертьфинал | Четвертьфинал | Полуфинал | Полуфинал | Финал     | Финал     |
| Соревнование     | Спортсмены                         | Результат    | Место        | Результат     | Место         | Результат | Место     | Результат | Место     |
| ---------------- | ---------------------------------- | ------------ | ------------ | ------------- | ------------- | --------- | --------- | --------- | --------- |
| Спринт           | Леонид Корнеенко                   | 3:49,12      | 51           | не прошёл     | не прошёл     | не прошёл | не прошёл | не прошёл | не прошёл |
| Командный спринт | Сергей Долидович, Леонид Корнеенко |              |              |               |               | DNF       | —         | не прошли | не прошли |

Женщины
Дистанция
| Соревнование           | Спортсмены                                                                 | Результат | Место |
| ---------------------- | -------------------------------------------------------------------------- | --------- | ----- |
| 10 км свободным стилем | Елена Санникова                                                            | 27:21,3   | 43    |
| 10 км свободным стилем | Ольга Василёнок                                                            | 28:06,2   | 55    |
| 10 км свободным стилем | Екатерина Рудакова                                                         | 28:16,1   | 58    |
| Дуатлон 7,5+7,5 км     | Елена Санникова                                                            | 43:33,7   | 38    |
| Дуатлон 7,5+7,5 км     | Екатерина Рудакова                                                         | 44:50,5   | 49    |
| Дуатлон 7,5+7,5 км     | Анастасия Дуборезова                                                       | 45:27,9   | 53    |
| Масс-старт 30 км       | Елена Санникова                                                            | 1:38:31,3 | 38    |
| Масс-старт 30 км       | Анастасия Дуборезова                                                       | 1:42:28,1 | 44    |
| Эстафета 4×5 км        | Анастасия Дуборезова, Елена Санникова, Ольга Василёнок, Екатерина Рудакова | 58:28,4   | 10    |

Спринт
| Соревнование     | Спортсмены                          | Квалификация | Квалификация | Четвертьфинал | Четвертьфинал | Полуфинал | Полуфинал | Финал     | Финал     |
| Соревнование     | Спортсмены                          | Результат    | Место        | Результат     | Место         | Результат | Место     | Результат | Место     |
| ---------------- | ----------------------------------- | ------------ | ------------ | ------------- | ------------- | --------- | --------- | --------- | --------- |
| Спринт           | Анастасия Дуборезова                | 3:56,87      | 42           | не прошла     | не прошла     | не прошла | не прошла | не прошла | не прошла |
| Спринт           | Ольга Василёнок                     | 4:01,73      | 46           | не прошла     | не прошла     | не прошла | не прошла | не прошла | не прошла |
| Командный спринт | Екатерина Рудакова, Ольга Василёнок |              |              |               |               | 19:52,3   | 7         | не прошли | не прошли |

#### Фристайл
Акробатика
| Соревнование | Спортсмены        | Квалификация | Квалификация | Квалификация | Квалификация | Финал     | Финал     | Финал     | Финал     |
| Соревнование | Спортсмены        | 1 прыжок     | 2 прыжок     | Сумма        | Место        | 1 прыжок  | 2 прыжок  | Сумма     | Место     |
| ------------ | ----------------- | ------------ | ------------ | ------------ | ------------ | --------- | --------- | --------- | --------- |
| Мужчины      | Алексей Гришин    | 123,01       | 111,26       | 234,27       | 7            | 120,58    | 127,83    | 248,41    | 1         |
| Мужчины      | Тимофей Сливец    | 110,63       | 111,28       | 221,91       | 12           | 115,84    | 109,74    | 225,58    | 9         |
| Мужчины      | Дмитрий Дащинский | 115,93       | 122,40       | 238,33       | 4            | 86,95     | 128,73    | 215,68    | 11        |
| Мужчины      | Антон Кушнир      | 125,89       | 88,01        | 213,90       | 15           | не прошёл | не прошёл | не прошёл | не прошёл |
| Женщины      | Ассоль Сливец     | 84,17        | 85,22        | 169,39       | 7            | 102,79    | 95,90     | 198,69    | 4         |
| Женщины      | Алла Цупер        | 105,64       | 90,12        | 195,76       | 1            | 86,64     | 95,20     | 181,84    | 8         |

### Хоккей
Мужчины
Состав команды
| №                         | Имя                   | Клуб               | Дата рождения    | Возраст | Игр     | Шайб    | Передач |
| Вратари                   | Вратари               | Вратари            | Вратари          | Вратари | Вратари | Вратари | Вратари |
| ------------------------- | --------------------- | ------------------ | ---------------- | ------- | ------- | ------- | ------- |
| 1                         | Виталий Коваль        | Динамо (Минск)     | 31 марта 1980    | 29      | 2       | -8      |         |
| 31                        | Андрей Мезин          | Динамо (Минск)     | 8 июля 1974      | 35      | 2       | -7      |         |
| 37                        | Максим Малютин        | Витебск            | 16 сентября 1988 | 21      |         |         |         |
| Защитники                 |                       |                    |                  |         |         |         |         |
| 4                         | Александр Макрицкий   | Динамо (Минск)     | 11 августа 1971  | 28      | 4       |         |         |
| 5                         | Николай Стасенко      | Амур               | 15 февраля 1987  | 23      | 4       |         | 3       |
| 7                         | Владимир Денисов      | Динамо (Минск)     | 29 июня 1984     | 25      | 4       |         |         |
| 24                        | Руслан Салей - К      | Колорадо Эвеланш   | 2 ноября 1974    | 35      | 4       | 1       |         |
| 43                        | Виктор Костюченок - А | Амур               | 7 июня 1979      | 30      | 4       |         | 1       |
| 33                        | Андрей Карев          | Динамо (Минск)     | 12 февраля 1985  | 24      | 3       |         |         |
| 52                        | Александр Рядинский   | Юность (Минск)     | 1 апреля 1978    | 31      | 4       |         | 1       |
| Нападающие                |                       |                    |                  |         |         |         |         |
| 8                         | Андрей Михалёв        | Динамо (Минск)     | 23 февраля 1978  | 31      | 4       |         |         |
| 10                        | Олег Антоненко        | Динамо (Минск)     | 1 июля 1971      | 28      | 4       |         |         |
| 11                        | Александр Кулаков     | Динамо (Минск)     | 15 мая 1983      | 26      | 4       |         | 1       |
| 18                        | Алексей Угаров - А    | ХК МВД             | 2 января 1985    | 25      | 4       | 1       | 1       |
| 19                        | Дмитрий Мелешко       | Динамо (Минск)     | 8 ноября 1982    | 27      | 4       | 2       |         |
| 21                        | Константин Захаров    | Динамо (Минск)     | 2 мая 1985       | 24      | 4       | 1       |         |
| 22                        | Сергей Заделенов      | Динамо (Минск)     | 27 февраля 1976  | 33      | 4       |         |         |
| 25                        | Сергей Колосов        | Детройт Ред Уингз  | 22 мая 1986      | 23      | 4       |         |         |
| 26                        | Андрей Стась          | Динамо (Минск)     | 18 октября 1988  | 21      | 4       |         |         |
| 28                        | Константин Кольцов    | Салават Юлаев      | 17 апреля 1981   | 28      | 4       |         | 2       |
| 59                        | Сергей Демагин        | Нефтехимик         | 19 июля 1986     | 23      | 4       |         | 1       |
| 71                        | Алексей Калюжный      | Динамо (Москва)    | 13 июня 1977     | 32      | 4       | 3       | 1       |
| 74                        | Сергей Костицын       | Монреаль Канадиенс | 20 марта 1987    | 22      | 4       | 2       | 3       |
| Главный тренер            |                       |                    |                  |         |         |         |         |
| Флаг Беларуси (1995—2012) | Михаил Захаров        | Михаил Захаров     | 22 января 1962   | 48      |         |         |         |

Групповой этап
| М | Команда   | В | ВО | ПО | П | Ш    | ±Ш | О |
| - | --------- | - | -- | -- | - | ---- | -- | - |
| 1 | Финляндия | 2 | 0  | 0  | 0 | 10-1 | +9 | 6 |
| 2 | Швеция    | 2 | 0  | 0  | 0 | 6-2  | +4 | 6 |
| 3 | Беларусь  | 1 | 0  | 0  | 2 | 8-12 | −4 | 3 |
| 4 | Германия  | 0 | 0  | 0  | 3 | 3-12 | −9 | 0 |

| 17 февраля 2010 12:00 (UTC-8) | \| Финляндия \| 5 : 1 (2:0, 1:1, 2:0) Отчёт \| Беларусь \| \| Олли Йокинен (Саку Койву, Теэму Селянне) — 03:24 Никлас Хагман (Микко Койву, Йони Питкянен) — 17:50 Никлас Хагман (Микко Койву) — 36:52 Валттери Филппула (Микко Койву) — 40:23 Яркко Рууту (Лассе Кукконен, Нико Капанен) — 52:59 \| Голы \| Сергей Костицын (Сергей Демагин) — 20:21 \| | Канада Хоккей Плейс, Ванкувер Зрителей: 16 639 Судья: Пол Деворски Петер Орцаг |
| Финляндия | 5 : 1 (2:0, 1:1, 2:0) Отчёт | Беларусь                                                                       |
| Олли Йокинен (Саку Койву, Теэму Селянне) — 03:24 Никлас Хагман (Микко Койву, Йони Питкянен) — 17:50 Никлас Хагман (Микко Койву) — 36:52 Валттери Филппула (Микко Койву) — 40:23 Яркко Рууту (Лассе Кукконен, Нико Капанен) — 52:59 | Голы | Сергей Костицын (Сергей Демагин) — 20:21                                       |

| 19 февраля 2010 16:30 (UTC-8)                                                                               | \| Беларусь \| 2 : 4 (0:2, 1:1, 1:1) Отчёт \| Швеция \| \| Дмитрий Мелешко (Николай Стасенко, Александр Рядинский) — 34:40 Дмитрий Мелешко (Александр Кулаков) — 51:33 \| Голы \| Даниэль Седин (Хенрик Седин, Маттиас Вейнхандль) — 06:40 Даниэль Альфредссон (Магнус Юханссон, Ларс Никлас Бэкстрём) — 09:04 Юхан Франзен (Самуэль Польссон, Фредрик Модин) — 29:35 Даниэль Альфредссон (Хенрик Седин, Даниэль Седин) — 59:49 \| | Канада Хоккей Плейс, Ванкувер Зрителей: 16878 Судья: Деннис Лэр Брент Райбер |
| Беларусь | 2 : 4 (0:2, 1:1, 1:1) Отчёт | Швеция |
| Дмитрий Мелешко (Николай Стасенко, Александр Рядинский) — 34:40 Дмитрий Мелешко (Александр Кулаков) — 51:33 | Голы | Даниэль Седин (Хенрик Седин, Маттиас Вейнхандль) — 06:40 Даниэль Альфредссон (Магнус Юханссон, Ларс Никлас Бэкстрём) — 09:04 Юхан Франзен (Самуэль Польссон, Фредрик Модин) — 29:35 Даниэль Альфредссон (Хенрик Седин, Даниэль Седин) — 59:49 |

| 20 февраля 2010 21:00 (UTC-8)                                                                                            | \| Германия \| 3 : 5 (1:1, 0:1, 2:3) Отчёт \| Беларусь \| \| Деннис Зайденберг (Марко Штурм, Марсель Гоч) — 05:39 Джон Трипп (Андре Ранкель) — 05:39 Марсель Гоч (Йохен Хехт) — 52:10 \| Голы \| Алексей Угаров) — 05:39 Алексей Калюжный (Сергей Костицын, Николай Стасенко) — 28:36 Сергей Костицын (Константин Кольцов) — 51:10 Руслан Салей (Алексей Калюжный, Сергей Костицын) — 54:36 Алексей Калюжный (Константин Кольцов, Сергей Костицын) — 58:45 \| | Канада Хоккей Плейс, Ванкувер Зрителей: 16979 Судья: Данни Курман Билл Маккрири |
| Германия | 3 : 5 (1:1, 0:1, 2:3) Отчёт | Беларусь |
| Деннис Зайденберг (Марко Штурм, Марсель Гоч) — 05:39 Джон Трипп (Андре Ранкель) — 05:39 Марсель Гоч (Йохен Хехт) — 52:10 | Голы | Алексей Угаров) — 05:39 Алексей Калюжный (Сергей Костицын, Николай Стасенко) — 28:36 Сергей Костицын (Константин Кольцов) — 51:10 Руслан Салей (Алексей Калюжный, Сергей Костицын) — 54:36 Алексей Калюжный (Константин Кольцов, Сергей Костицын) — 58:45 |

Квалификационный раунд
| 23 февраля 2010 12:00 (UTC-8) | \| Швейцария \| 3 : 2 Б (1:1, 1:1, 0:0, 0:0, 1:0) Отчёт \| Беларусь \| \| Юлин Шпрунгер (Роман Вик, Мартин Плюсс) — 12:25 Нэт Доменикелли (Марк Штрайт, Северин Блинденбахер) — 27:07 Романо Лемм — 70:00 ПБ \| Голы \| Алексей Калюжный (Виктор Костючёнок) — 00:59 Константин Захаров (Алексей Угаров, Николай Стасенко) — 35:42 \| | Канада Хоккей Плейс, Ванкувер Зрителей: 17397 Судья: Пол Деворски Петер Оршаг                              |
| Швейцария | 3 : 2 Б (1:1, 1:1, 0:0, 0:0, 1:0) Отчёт | Беларусь                                                                                                   |
| Юлин Шпрунгер (Роман Вик, Мартин Плюсс) — 12:25 Нэт Доменикелли (Марк Штрайт, Северин Блинденбахер) — 27:07 Романо Лемм — 70:00 ПБ | Голы | Алексей Калюжный (Виктор Костючёнок) — 00:59 Константин Захаров (Алексей Угаров, Николай Стасенко) — 35:42 |

Итоговое место — 9